# شين-أوكوبو (محطة)

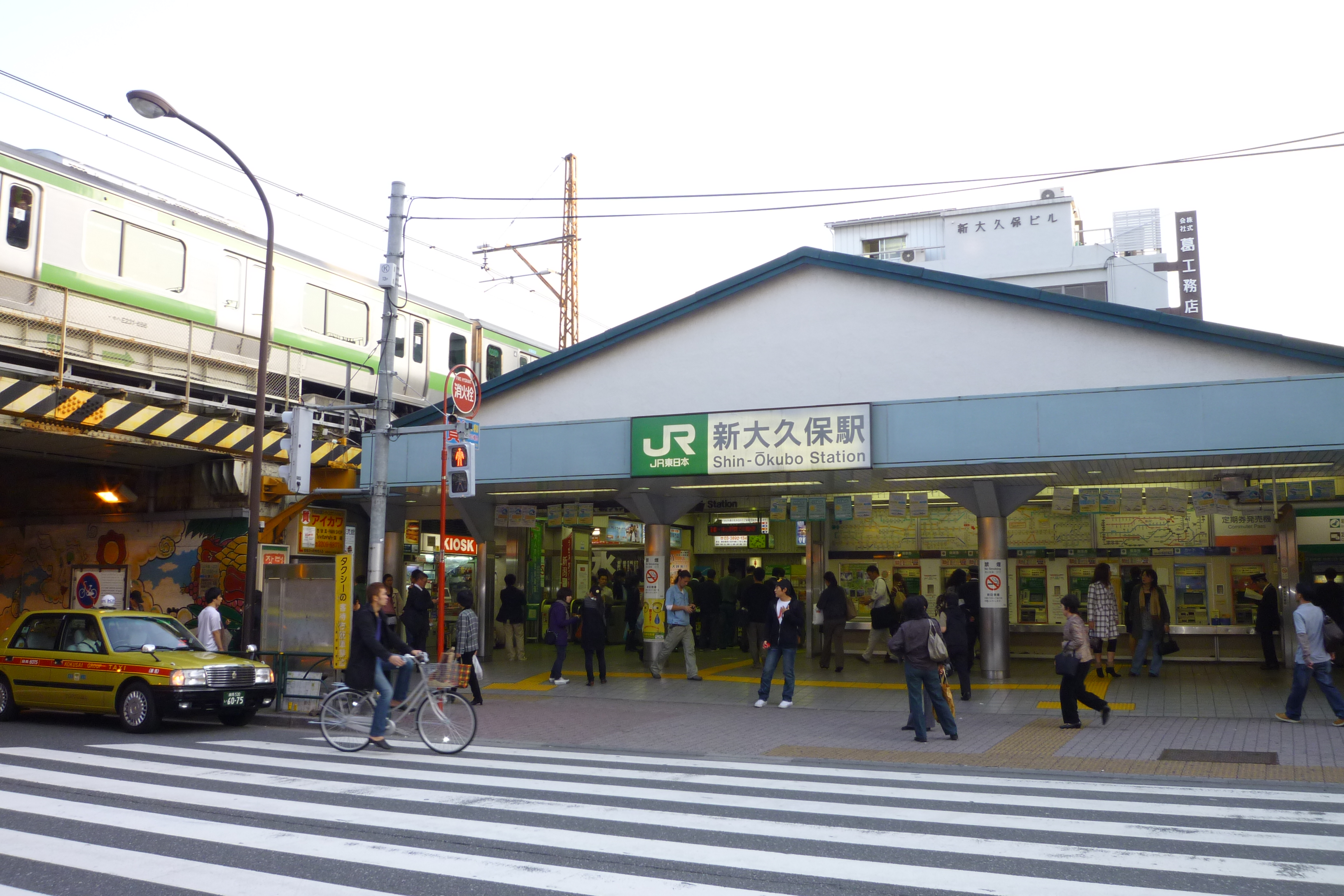
محطة شين-أوكوبو من الخارج

محطة شين-أوكوبو (باليابانية: 新大久保駅، شين-أوكوبو-إكي) هي محطة قطار تقع في شينجوكو، طوكيو، اليابان. تم افتتاحها يوم 15 نوفمبر عام 1914، وهي قريبة من المحلية الكبيرة (كوريا تاون). محطة شين-أوكوبو لها مخرج واحد فقط.
تقع محطة شين-أوكوبو بأقل من كيلومتر إلى الشمال من محطة شينجوكو المترامية الأطراف، وعلى بعد 5 دقائق سيرا على الأقدام من حي كابوكيتشو الشهير في شينجوكو. وحوالي 3 دقائق سيرا على الأقدام من محطة أوكوبو التي تخدم خط تشوأو-سوبو.

## الخطوط
- شركة شرق اليابان للسكك الحديدية
  - خط يامانوته (Yamanote Line)

## المحطات المتاخمة
| «                               |                                 | الخدمة                          |                                 | »                               |
| شركة شرق اليابان للسكك الحديدية | شركة شرق اليابان للسكك الحديدية | شركة شرق اليابان للسكك الحديدية | شركة شرق اليابان للسكك الحديدية | شركة شرق اليابان للسكك الحديدية |
| ------------------------------- | ------------------------------- | ------------------------------- | ------------------------------- | ------------------------------- |
| شينجوكو                         |                                 | خط يامانوته                     |                                 | تاكادانوبابا                    |

## الحوادث
في 26 كانون الثاني 2001، توفي مصور يبلغ من العمر (47 عاما) من يوكوهاما وطالب كوري يبلغ من العمر (26 عاما) عندما إصطدم بهما قطار على خط يامانوته في المحطة بينما كانا يحاولان إنقاذ رجل ياباني مخمور سقط من على الرصيف على أحد المسارات والذي قد قتل أيضا في الحادث. شكلت قصة حياة الطالب الكوري أساساً لفيلم يوميات 26 عاما، الذي صدر عام 2007 في اليابان وعام 2008 في كوريا.